# Verstehen Sie Spaß?
Verstehen Sie Spaß? is een groots opgezet verborgencameraprogramma, dat elke keer rechtstreeks vanuit een Duitse stad door de ARD wordt uitgezonden. Het programma bestaat sinds 1980 en wordt vier keer per jaar uitgezonden, daarnaast is er eenmaal per jaar een uitzending met hoogtepunten.
Het concept van het programma is te vergelijken met Bananasplit. Bekende en onbekende mensen worden gepakt met gefilmde grappen, die vaak ook groots opgezet zijn. Naast de filmpjes zijn er ook liveoptredens van veel bekende artiesten. Het programma duurt gemiddeld 2,5 uur zonder reclameonderbreking. De presentatie ligt sinds 2022 in handen van Barbara Schöneberger. Voorheen waren onder andere Kurt en Paola Felix, Frank Elstner en Guido Cantz presentator.